# Classe Delaware (cuirassé)
Pour les autres classes de navires du même nom, voir Classe Delaware.
La classe Delaware est une classe de cuirassés de la Marine des États-Unis qui comprend deux navires : l'USS Delaware (BB-28) et l'USS North Dakota (BB-29), actif entre 1910 et 1923.
La classe Delaware est la deuxième classe de dreadnoughts américains. Avec cette classe, la limite de 16 000 long ton (16 257 t) imposée aux « capital ship » par le Congrès américain est levée, ce qui permet aux concepteurs du Bureau of Construction and Repair de la marine de corriger ce qu'ils considèrent comme les défauts de la classe précédente South Carolina et de produire des navires non seulement plus puissants mais aussi plus efficaces dans l'ensemble. Des erreurs de conception dénoncés lors de la construction du second navire stoppe le programme. Lancés en 1909, ces navires deviennent les premiers de l'histoire navale américaine à dépasser les 20 000 long ton (20 321 t). 
La classe Delaware transporte une batterie de dix canons de 12 pouces (305 mm) repartis sur cinq tourelles, soit une augmentation de deux canons par rapport à la classe South Carolina. Avec ces navires, l'US Navy adopte à nouveau une arme de moyen calibre pour la défense anti-torpilles. Bien que le canon de 5 pouces (127 mm) soit plus petit que celui utilisé par les autres grandes marines, il devient, à quelques exceptions près, le calibre moyen standard de la marine américaine pendant la majeure partie du 20e siècle. En ce qui concerne la vitesse, les Delaware sont capables d'atteindre 21 nœuds (38,9 km/h), une amélioration significative par rapport aux 18,5 nœuds (34,3 km/h) de la classe précédente. Cette vitesse devient celle de tous les cuirassés américains de type standard (en). Les systèmes de propulsion sont mixtes ; tandis que le North Dakota est équipé de turbines à vapeur, le Delaware conserve des moteurs à triple expansions. Les turbines sont beaucoup moins économes en carburant, ce qui est un souci important pour une marine ayant des responsabilités dans le Pacifique mais ne disposant pas du vaste réseau de stations de charbon de la Grande-Bretagne. 
Ces navires connaissent une activité variée au cours de leur carrière. Pendant la Première Guerre mondiale, le Delaware fait partie de la division de cuirassés n°9 (en) de la flotte de l'Atlantique et affecté à la Grand Fleet britannique. Il escorte des convois et participe au blocus de la flotte allemande de haute mer. En revanche, le North Dakota demeure sur la côte américaine pendant toute la guerre, en partie à cause des inquiétudes concernant ses ennuyeux moteurs à turbine. Après la guerre, les deux navires effectuent des croisières d'entraînement avec la flotte de l'Atlantique. En 1924, le Delaware est envoyé à la ferraille, conformément au traité naval de Washington de 1922. Le North Dakota survit jusqu'en 1931, date à laquelle il est lui aussi mis à la ferraille, conformément aux termes du traité naval de Londres de 1930.

## Conception
En janvier 1908, un article du McClure’s Magazine signé par plusieurs officiers de l’US Navy critique fortement le design de la classe de cuirassé Delaware dont le deuxième exemplaire, le North Dakota, est en construction. Ce design, critiquent-ils, a été conçu par les techniciens du Bureau du département de la Marine sans n’avoir jamais pris en compte l’avis des opérationnels et il comporte de nombreuses erreurs de conception. La controverse monte jusqu’au Président Théodore Roosevelt, passionné par ces questions, qui sur les conseils de l’amiral William Sims s’adresse alors au Naval War College de Newport. Le NWC pratique alors régulièrement des jeux de guerre pour la formation de ses officiers. Roosevelt demande alors de tester l’engagement au combat du North Dakota. Le résultat du jeu est sans appel et confirme le jugement très négatif des opérationnels. La classe Delaware s’arrêtera là.

## Unités de la classe
- La classe Delaware est constituée de deux navires :

| Nom              | Numéro | Image | Chantier                            | Quille           | Lancement        | Mise en service | Destin                      |
| ---------------- | ------ | ----- | ----------------------------------- | ---------------- | ---------------- | --------------- | --------------------------- |
| USS Delaware     | BB-28  |       | Newport News Shipbuilding           | 11 novembre 1907 | 6 février 1909   | 4 avril 1910    | Désarmé le 10 novembre 1923 |
| USS North Dakota | BB-29  |       | Chantier naval Fore River de Quincy | 16 décembre 1907 | 10 novembre 1909 | 11 avril 1910   | Désarmé le 22 novembre 1923 |